# 阿卡代尔特
阿卡代尔特（法語：Jacques Arcadelt，1507年8月10日—1568年10月14日），文艺复兴时期法国弗兰德作曲家，活跃在意大利及法国，主要创作宗教音乐。与其他同时代作曲家不同，他也写了许多小调，尤其是晚年在巴黎居住期间。